# 화성-18형

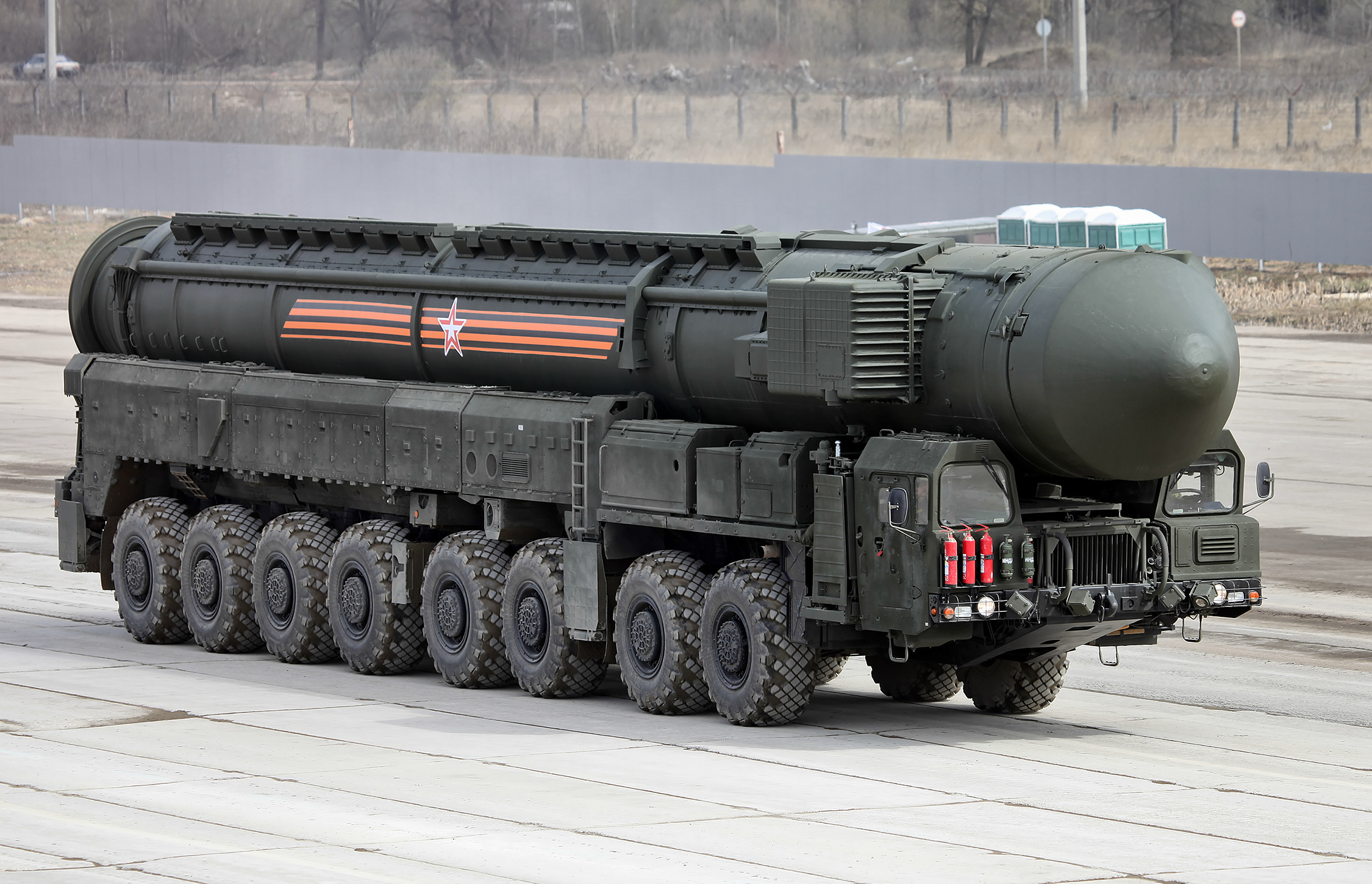
화성-18형의 원조라고 할 수 있는 러시아 RS-24 야르스(토폴-MR)

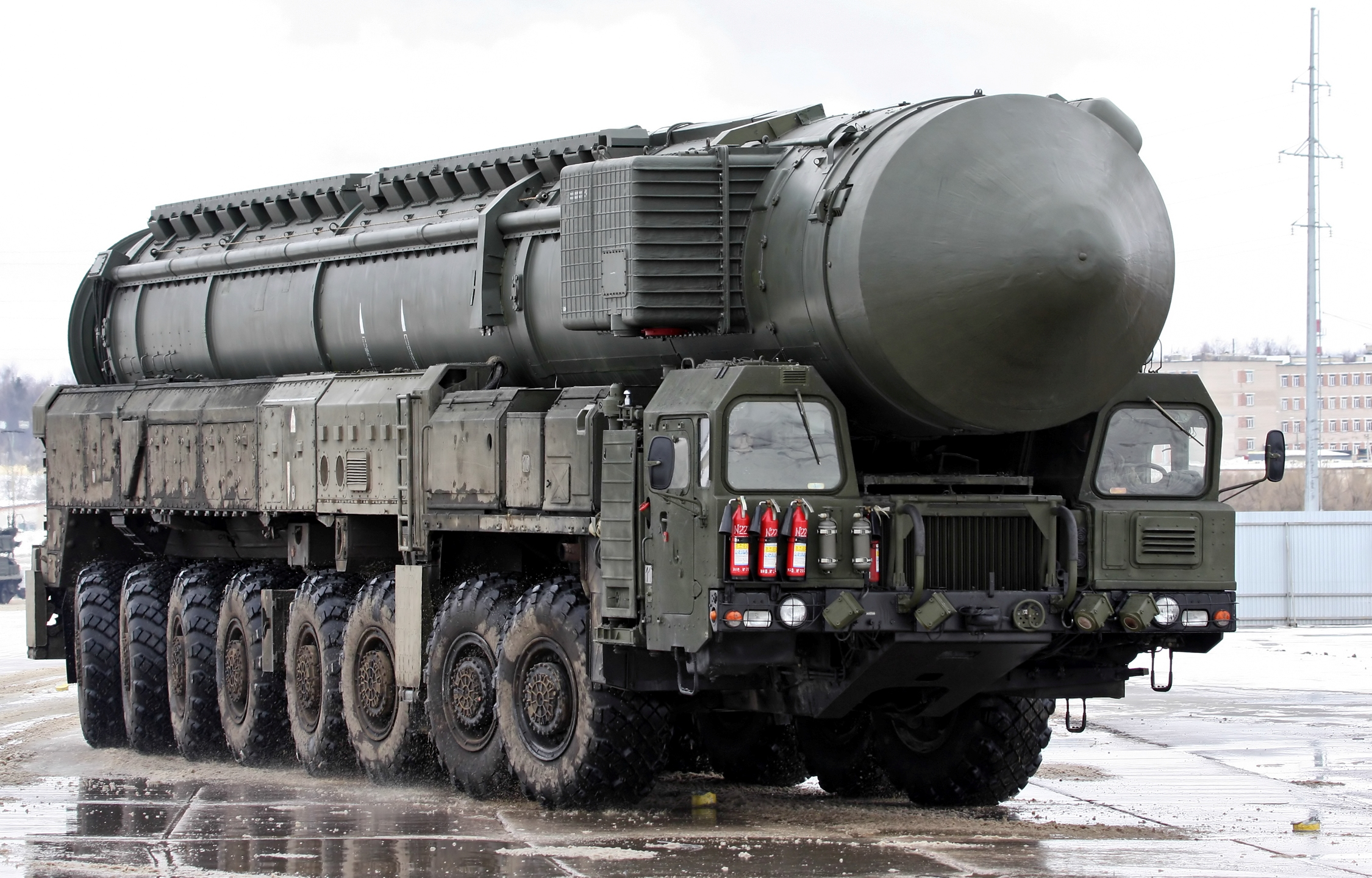
러시아 토폴-M

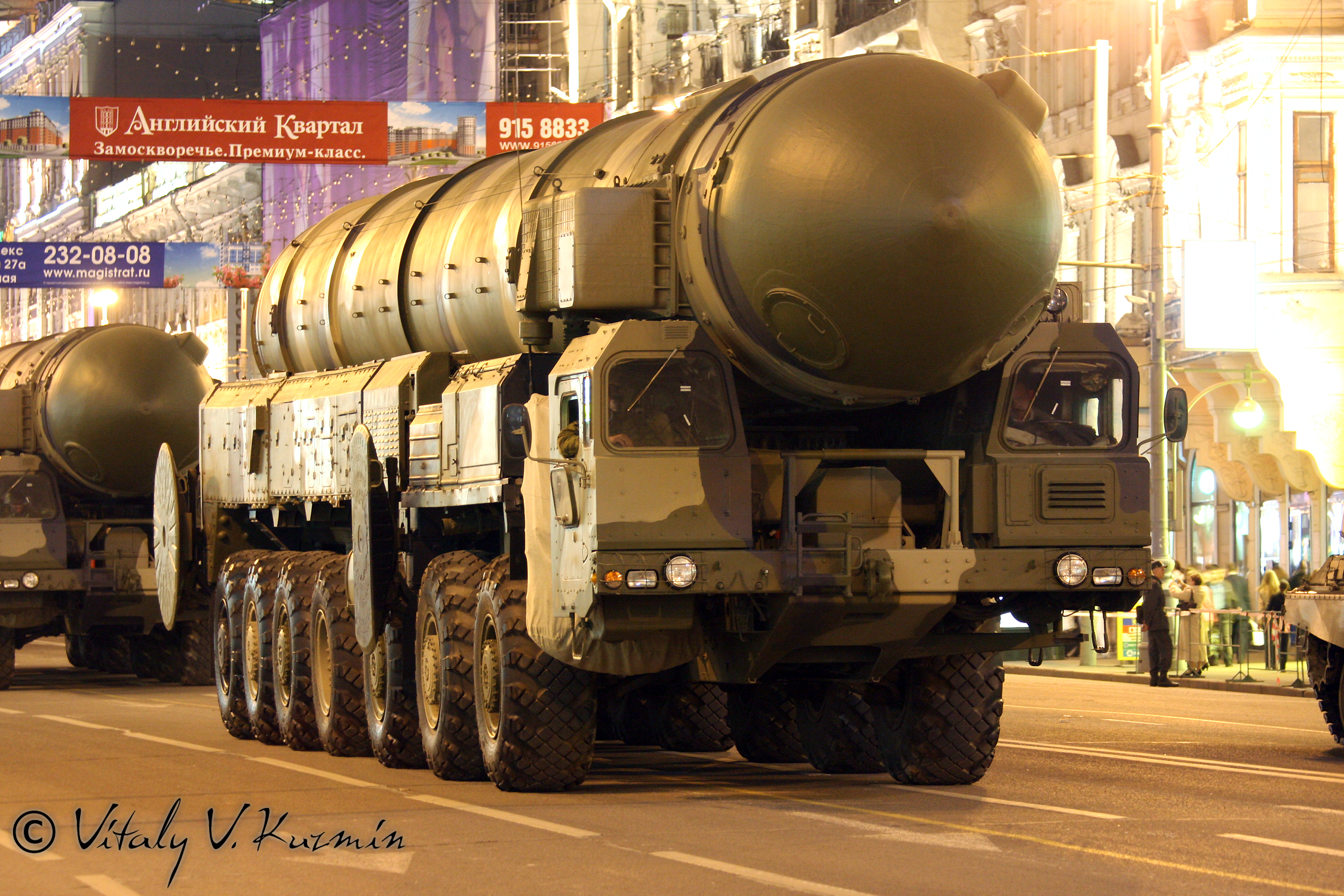
러시아 RT-2PM 토폴

화성-18형(火星-18型)은 북한의 고체연료 3단 대륙간 탄도 미사일이다. 기존까지 별다른 명칭이 없었던 북한 고체연료 ICBM을 북한이 미사일 발사와 함께 정식으로 이름을 공개하였다.

## 역사
2023년 4월 14일, 북한 조선중앙통신은 "지난 13일 공화국전략무력의 전망적인 핵심주력수단으로, 중대한 전쟁억제력의 사명을 수행하게 될 새형의 대륙간탄도미싸일 '화성포-18' 형 시험발사가 단행되였다"고 보도했다. 4월 15일은 김일성 생일인 태양절이다. 북한은 항상 태양절을 기념해 무력시위를 벌여왔다.
발사현장에서 시찰한 김정은 위원장은 발사 성과에 “만족”을 표하고 “‘화성포-18’ 형 개발은 우리의 전략적억제력구성부분을 크게 재편시킬 것”이라며 “핵반격 태세의 효용성을 급진전시키고 공세적인 군사전략의 실용성을 변혁시키게 될 것”이라고 밝혔다.
조선중앙통신에 따르면 화성-18형은 1단계 로켓은 표준 탄도 비행방식으로, 2단계와 3단계는 고각방식으로 설정해 발사됐으며 1단계는 함남 금야군 호도반도 앞 10km 해상에 떨어졌다. 또 2단계 로켓은 "함북 어랑군 동쪽 355km 해상에 안전하게 낙탄됐다"는 게 북한 측 설명이다. 그렇지만 북한은 이 발표에서 3단계 추진체에 대해서는 공개하지 않았다. 또한 미싸일총국의 제2붉은기중대가 발사를 맡았다고도 보도했다.

## 특징
고체연료 ICBM은 발사명령 1분내로 쏠 수 있다. 즉, 미사일을 제작할 때 내부에 젤로 된 고체연료를 주입하기 때문에, 국가원수의 발사명령이 하달되면, 연료를 주입하는 액체연료 방식과 달리, 곧바로 미사일 발사대를 기립하거나 지하 사일로의 문을 열고서 발사한다.
고체 연료를 이용할 경우 탄도미사일의 무게를 3분의 1로 줄이고 발사 시간은 6분의 1 수준으로 단축할 수 있다.
ICBM은 핵선제공격인 제1격에 사용하는 무기체계로서, 한 번 발사되면 요격이 힘들어서, 1) 발사한 측에서 자폭명령을 내리거나, 2) 상대국에서 SLBM을 통한 보복 핵공격인 제2격을 하는 방법 뿐이다. ICBM은 비행시간이 한 시간 정도 되는데, 그 한 시간 내에 긴급통신으로 상호간에 협상을 시도할 수는 있다.
ICBM은 보통 전략핵무기로서, 100 kt 미만인 전술핵무기는 아니다. 전술핵은 주로 군사기지를 공격하여, 군집해 있는 탱크부대나 보병부대를 전멸시키는 데 사용하고, 전략핵은 대도시를 공격해서 민간인들을 대량학살하는데 사용한다. 리틀 보이, 팻 맨은 요즘으로 치면 전술핵이지만, 전략핵의 민간인 대량학살 목적으로 사용되었다.
북한은 ICBM은 미국 공격용이지 남한에는 사용하지 않는다고 김여정이 말했지만, 고각발사하여 남한을 공격할 수도 있다는 점을 자주 시험발사로 경고하고 있는데, 다른 핵미사일들은 사드와 패트리어트 미사일로 요격이 가능한데, ICBM은 너무 속도가 빨라서 사드와 패트리어트 미사일로 요격할 수가 없다.
고체연료 ICBM은 기존 액체연료 ICBM에 비해 사전 연료 주입 없이 기습적인 발사가 가능해 유사시 한미 킬 체인(Kill Chain)을 무력화할 수 있는 ‘게임 체인저’로 평가되어왔다.

## 비교
북한은 이날 공개한 사진에서도 ICBM이 실린 이동식발사대(TEL)이 캐니스터(원통형 발사관) 부분에 군사용 차단막을 두른 모습을 공개하며 이 미사일의 은폐·엄폐 능력을 최대한 활용할 것임을 시사했다.
1) 이동식 발사대 트럭의 2) 원통령 캐니스터에서 3) 콜드 런치로 발사하는 4) 고체연료 5) ICBM. 러시아와 중국의 주력 ICBM이 액체연료를 버리고 이 방식을 사용한다. 2007년, 러시아는 최신형인 RS-24 야르스를 최초로 시험발사했다.
북한은 이전 미사일과 마찬가지로 세부적인 제원을 비밀에 붙이고 있다. 대략 야르스와 비슷할 것으로 추정된다. 중국도 야르스와 비슷한 DF-41이 있다.

## 시험발사
2023년 12월 18일, 한국군 합동참모본부에 따르면 오전 8시 24분쯤 북한 평양 일대에서 동해상으로 발사된 '장거리탄도미사일'(LRBM) 추정 미사일 1발이 포착됐다. 합참은 "북한의 탄도미사일은 고각(高角)으로 발사돼 약 1000㎞ 비행한 뒤 동해상에 탄착했다"고 설명했다. 북한이 이날 쏜 미사일의 비행시간과 거리 등은 지난 7월 신형 고체연료 기반 ICBM '화성-18형'의 2차 발사 때와 비슷하다. 당시 북한 당국은 '화성-18형'은 1001.2㎞ 거리를 4491초(74분51초)간 비행하면서 정점고도 6648.4㎞를 기록했다고 주장했다. 12월 16일은 김정일 사망 12주기이다.

## 같이 보기
- 대륙간 탄도 미사일
- RS-24 야르스
- DF-41